# Povstání Imricha Tökölyho
Povstání Imricha Tökölye nebo jen Tökölyovo povstání bylo uherské protihabsburské stavovské povstání. Odehrávalo se v letech 1678–1686 a je pojmenováno podle Imricha Tökölyho.

## Situace v Uhersku
Vznik Tökölyho povstání se spojuje s centralistickými snahami Habsburků v Uhersku, potlačením Wesselényiho spiknutí, útlakem poddaných a rekatolizací.
Od roku 1663 Osmani v Uhersku dobyli Nitru, Levice, Hlohovec, Nové Zámky a podnikli pustošivé výpady na Trenčín, Bojnice, Záhoří a na Moravu. V následujícím roce habsburský císař Leopold I. 1. srpna 1664 zvítězil v bitvě u Svatého Gottharda a 10. srpna 1664 uzavřel mír ve Vasváru, který byl však nevýhodný pro Uhersko (například Osmanům zůstalo území mezi Váhem a Hronem a strategická pevnost Nové Zámky). Malý zájem císařského dvora o definitivně vyhnání Turků vyvolal mezi uherskými velmoži velkou nevoli. Navíc mnozí představitelé císařského dvora se domáhali omezení jejich stavovských výsad a svobod, tak jak se stalo v Česku po bitvě na Bílé hoře v roce 1620. Záminkou pro takový krok bylo Wesselényiho spiknutí, ve kterém spiklenci plánovali unést císaře na hrad Muráň a donutit ho, aby se vzdal uherské koruny. Čtyři hlavní aktéři skončili v roce 1671 na popravišti a Uhersku byla zrušena autonomie a v roce 1673 byla zavedena guberniální správa na čele s Kašparem Ampringerem, čímž bylo Uhersko přímo podřízeno císaři. Proběhla vlna konfiskaci a více než 400 protestantských kazatelů a učitelů bylo pro podezření z vlastizrady v mimořádných soudech pod hrozbou trestu smrti přinuceno vzdát se své víry (nebo utéct).

## Počátky povstání
Poražená spiklenecká šlechta a protihabsbursky naladěni vojáci – kuruci uprchli kvůli pronásledování do Sedmihradska. Tito uprchlíci (povstalci) koncem léta 1672 uskutečnili vojenský vpád na východní Slovensko, čímž začala série srážek s labanci (císařskými vojsky). Násilí ze strany císařských vojáků a jejich velitelů Johanna Sporcka a Wolfganga Friedricha Cobba, kteří po bitvě u Ďurkova v říjnu 1672 nechali brutálně popravit množství povstalců, přispívalo k nárůstu počtu kuruců. Hnutí bylo nekoordinované a sedmihradská šlechta se ho snažila využít pro své cíle.
Po určitou dobu se boje a snahy kuruců obešly bez zásahů ze zahraničí. Po napadení Holandska Francií vstoupil Leopold I. do války na straně Holandska. Francie intervenovala u Vysoké porty ve prospěch uprchlíků a navázala (přes svého velvyslance ve Varšavě) spojení s vedoucími osobnostmi kuruců Michalem Apafim, Michalem Telekim a v lednu 1677 uzavřela dohodu o podpoře kuruckého hnutí.  Vojenská podpora přišla i od Polska. О něco později (květen 1677) uzavřeli kuruci dohodu s Francií, Sedmihradskem a Polskem. Kuruci měli shromáždit 15 000 vojáků, Francie se zavázala poskytnout pomoc 100 000 tolarů ročně a najmout dalších 6 000 vojáků v Polsku. V říjnu dosáhli vítězství nad císařskými vojsky v Marmarošské stolici, následně v roce 1678 vpadli na území královského Uherska a dobyli východní Slovensko (Prešov, Levoča, Bardejov, Kežmarok). V následujícím roce 1678 dobyli Spiš, Liptov, Oravu, Turiec, odkud táhli na horní Pováží, horní Ponitří dobýt hornická města na středním Slovensku a Pohroní až po Levice. Do čela povstalců se tehdy dostal Imrich Tököly (oficiálně byl zvolen velitelem až 8. ledna 1680). Na krátkou dobu (několik měsíců) povstalci obsadili Kremnici, Banskou Bystrici (vzdala se jim) i Banskou Štiavnici. Na ohrožení báňských měst reagovala vídeňská vláda vysláním armády, která v bitvě u Žiaru nad Hronom 1. listopadu 1678 porazila kurucká vojska. Kuruci tak ztratili blízký hrad Revište a hrad Šášov, které ovládaly přístupové cesty.
Kurucká vojska se stáhla k Tise, přezimovala a Tököly uzavřel příměří.
Vpád na východní a střední Slovensko byl mezníkem ve vývoji hnutí, tím že sem přesunulo svou základnu ze Sedmihradska.

## Imrich Tököly v čele povstání

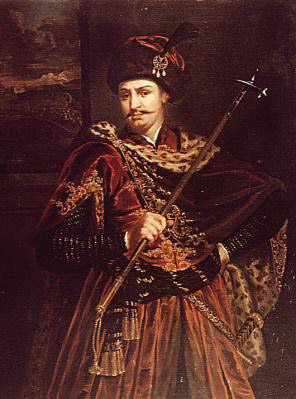
Portrét Imricha Tökölyho

Úspěchy byly dosaženy s pomocí polských oddílů s francouzskou podporou. Po uzavření míru mezi Leopoldem I. a Ludvíkem XIV. (součást dohod známých jako mír v Nijmegenu) v únoru 1679 se polské jednotky musely stáhnout. Vojenské operace mezitím řídil Imrich Tököly, jehož (8. ledna 1680) v Hajdúszoboszló zvolili kuruci hlavním velitelem. Na jaře se boje dostaly až na Moravu, povstalci měli pod kontrolou téměř celé Slovensko (kromě míst se silnou vojenskou posádkou a pevností).
V roce 1680 bylo v Prešově během Tökölyho povstání pro katolickou víru zavražděno 22 kněží a řeholníků.
Císařská vláda se usilovala narůstající konflikt s kuruci ve složité mezinárodní situaci usmířit, a proto v dubnu 1681 svolal Leopold I. do Šoproně uherský sněm, tzv. šoproňský sněm. Pozván byl i Tököly, ten to však odmítl. Povstalci usnesení sněmu nepřijali, i tak však znamenal oslabení kuruců, protože šlechtici z Dolního Uherska, Zadunají a katolíci ztratili zájem o boj a chtěli se s císařem dohodnout.

### Orientace na Osmany
Po ztrátě polské a francouzské podpory se Tököly začal postupně více orientovat na Osmanskou říši, se kterou měli kuruci tradičně dobré vztahy (ačkoli ještě v roce 1678 tvrdil, že Turci se snaží spory v Uhersku využít ve vlastní prospěch). Vzájemné přibližování bylo komplikované, v čase Tökölyho nástupu na čelo povstání jej Osmani podporovali přes Sedmihradsko, což trvalo do poloviny roku 1681. Potom však „rozpory mezi Michalem Apafim, Pavlem Telekim a Imrichem Tökölym a specifické rysy kuruckého hnutí vedly k tomu, že Istanbul začal řešit problematiku zvlášť od problematiky Sedmihradska“. Postupně dospěli k dohodě a v roce 1682 na povstaleckém území vzniklo hornouhorské knížectví pod osmanským patronátem. Jeho území obsahovalo stolice, které zmiňoval mikulovský mír (Sabolčská, Satumarská, Ugočská, Berežská, Užská, Zemplínská a Abovská stolice ) a dalších pět, které patřily pod Spišskou komoru (Užská, Gemerská, Turnianská, Šarišská a Spišská stolice).  Osmanské pojmenování pro toto území (od 40. let 17. století) bylo Orta Madžar (Střední Uhersko). Povstalci s pomocí Osmanů ovládli i převážnou část západního Slovenska, a proto Tökölyho začali posměšně nazývat „slovenský král“. 
Po dobytí Košic a Fiľakovského hradu 16. září 1682 sultán Mehmed IV. (zástupce Ibrahima paši) korunoval Imricha Tökölyho králem Středního Uherska, čímž se stal tureckým vazalem (podobný statut mělo Sedmihradsko). Dostal insignie moci a ahdnáme (smlouvu). V ní se zavázal platit 40 000 tolarů ročně Osmanům za ochranu. Sultán garantoval ochranu obyvatelstva, svobodu vyznání a celistvost v hranicích vašvárskeho míru. Tököly získal i podporu dosud váhavé šlechty a manželstvím s vdovou po Františkovi I. Rákocim, Helenou Zrínskou získal velké majetky.
V listopadu 1682 uzavřeli povstalci a císařská vojska příměří. Na začátku roku 1683 se v Košicích uskutečnil sněm 20 stolic. Schválil 50 000 zlatých na vojsko, další rozšíření armády a náboženské svobody. Tököly odmítl zveřejnit smlouvu s Osmanskou říší, čímž vznikl spor mezi Tökölym a částí šlechty v sněmu. Tökölyho pozice podpořili vyslanci královských měst a vojenské vedení povstání.

### Bitva u Vídně
Začátkem roku 1683 vyhlásili Osmani válku habsburské monarchii. Císařské oddíly se stáhly ze Slovenska a toto území obsadili povstalci. Pod císařskou vládu na Slovensku patřila pouze Bratislavská a část Nitranské a Trenčianské stolice, ostatní patřilo Tökölymu. Svůj postup povstalci koordinovali s Osmany, postupně obsazovali Bratislavskou stolici a také samotnou Bratislavu (hrad se nevzdal). Výzvy velkovezíra k podpoře osmanského boje u Vídně Tököly ignoroval; ve smyslu smlouvy se sultánem tam měl poslat 15 000 vojáků. Kuruci začali rabovat, velení mělo problém udržet disciplínu a také v důsledku osmanské prohry v bitvě u Vídně se Tököly stáhl k Trnavě (kterou spolu s Osmany vyplenili). Vyčkával na vhodnou pozici, pokusy (prostřednictvím Jana Sobieského) navázat kontakty s vítězi se ukázaly jako neúspěšné.

## Porážka (ústup povstání)

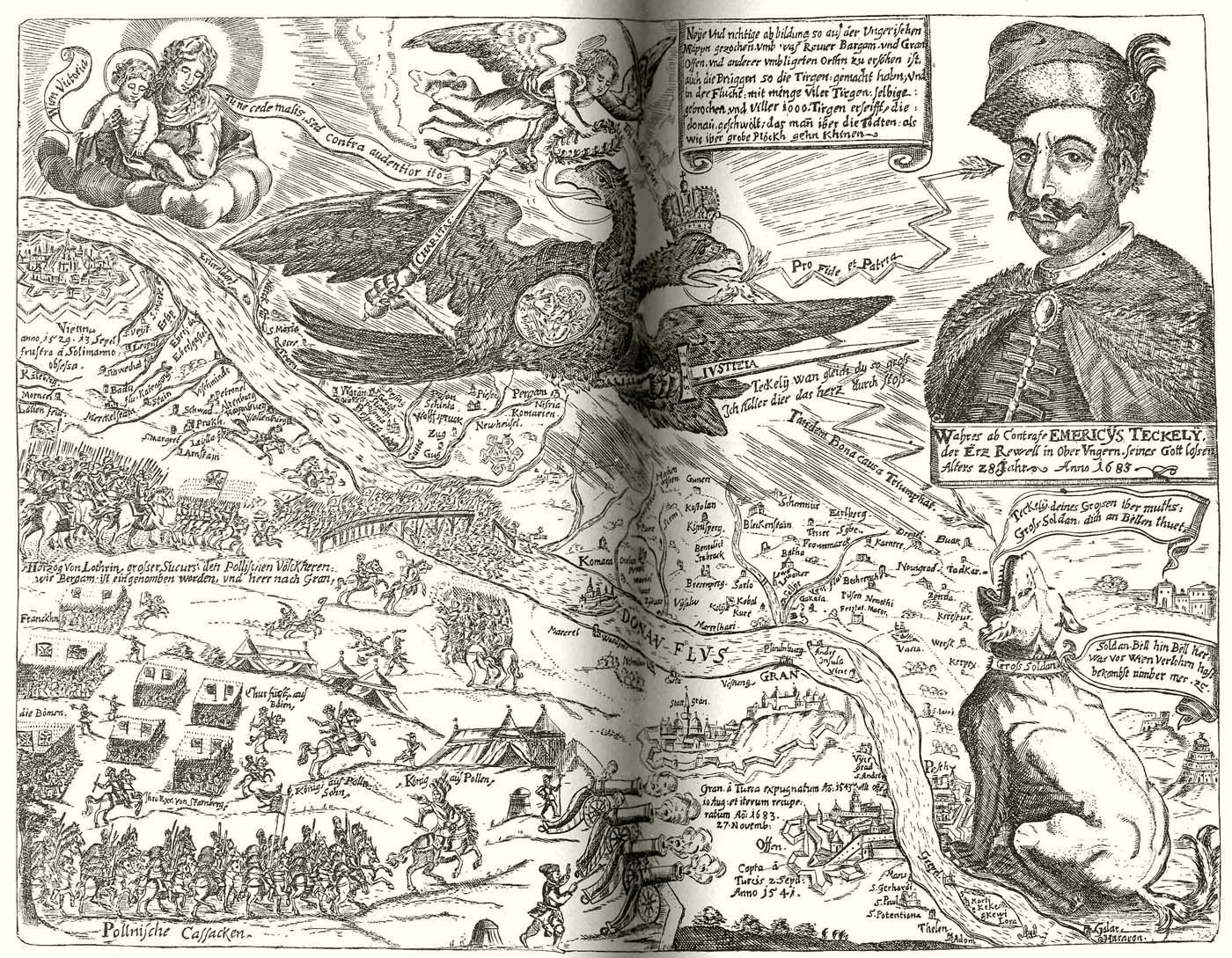
Císařský leták s karikaturou Tökölyho

Po první bitvě u Štúrova 9. října 1683 povstalecká vojska už do bojů zasahovala pouze málo a soustředila se na organizovaný ústup. Část povstaleckého území vyplenila polská vojska, dobyla města Sečany, Kežmarok a Sabinov. Prešov se ubránil. V souvislosti s postupem vojsk protiturecké koalice Tököly ztrácel přívržence, nejprve dolnozemské stolice a města a o něco později i stoličnou šlechtu. Začátkem roku 1684 vyhlásil Leopold I. všeobecnou amnestii. Tehdy složili zbraně a slíbili věrnost zástupci 17 stolic, 12 měst a několik vysokých šlechticů, kteří dosud podporovali povstalce. Území Tökölyho Středního Uherska již tvořily pouze Horní Uhry. Silnější odpor kuruci kladli na východním Slovensku, odkud podnikali menší výpady i na území středního Slovenska.
Tököly se opětovně snažil o přijetí do protiturecké koalice, získal podporu polského krále Jana III. a papeže Inocence XI. Císař Leopold I. však vyžadoval úplné podřízení se, a tedy k dohodě nedošlo. Po vzniku Svaté ligy v roce 1684 Osmani ztráceli pozice a klesala i moc Tökölyho. Po vítězství císařských vojsk nad kuruci u Prešova 17. září 1684 už povstalecká vojska nebyla schopna samostatných akcí a stáhla se do pevností.
Konec povstání urychlilo, když v říjnu 1685 varadínský paša zajal Tökölyho. Obvinil ho z porážky u Vídně a chtěl ho využít při jednáních s Leopoldem I. Tomu, aby ho vydal císaři, zabránila změna velkovezíra. Po rozšíření zprávy o zajetí se vzdaly kurucké pevnosti (Košice, Užhorod, Sárospatak, Regéc). Nevzdala se pouze posádka v Mukačevu v čele s Helenou Zrínskou. Řady povstalců opustilo 12 000 vojáků. Tökölyho Osmani propustili, ale nepodařilo se mu dostat na území Uherska, povstalecká moc a podpora se rozpadla. Mukačevo se vzdalo až v roce 1688, ale bylo spíše symbolem povstání než ohrožením moci císaře. V roce 1694 Tököly rozpustil poslední kurucké vojsko a dožil v Malé Asii.

## Důsledky
Po potlačení Tökölyho povstání zavládl na Slovensku vojenský teror. Na zasedání uherského sněmu v Bratislavě v roce 1687 nechal císař Leopold I. potvrdit dědictví uherské koruny v rámci dynastie Habsburků a silně okleštil náboženské svobody, zrušil 31. článek Zlaté buly Ondřeje II. (o právu šlechty na odpor), mnohým cizincům udělil inkolát. Se zbytkem Tökölyho přívrženců na východním Slovensku se tvrdě vypořádal v lednu a únoru 1687, viz tzv. prešovská jatka.

## Hodnocení
Od předešlých stavovských povstání se Tökölyho povstání odlišovalo v základně. Výraznou část povstalců tvořilo měšťanstvo, poddaní, vojáci a jiné nešlechtické skupiny. Tököly byl na krátký čas v pozici, že byl budovatelem státu. Budoval ho centralisticky, s využitým prvků habsburské politiky. Toto oslabovalo původní stavovský charakter povstání (původně mělo povstání jen dva požadavky: obnovení uherské stavovské ústavy a náboženskou svobodu) a zájem aristokracie na jeho pokračování. Na Slovensku umožnily dočasné úspěchy povstání rozvoj prešovské školy.
Mnoho kurucû si myslelo, že pokud se sami nemohou ubránit absolutismu Vídně a císař neví jak vyhnat Osmany z Uherska, tak je lepší spojit se s Osmanskou říší, což se ukázalo jako chybný krok.